# Carlo Zecchini
Carlo Zecchini (Sesto San Giovanni, 28 ottobre 1939 – Grosseto, 20 agosto 2003) è stato un calciatore italiano, di ruolo attaccante.
Dopo la sua morte gli sono stati intitolati lo stadio di Grosseto e una via della città.

## Carriera
Ha esordito nella Pro Sesto, squadra della sua città natale, con cui in un biennio ha messo a segno 15 reti in 40 presenze tra Campionato Interregionale e Serie D.
Nel 1960 è passato al Grosseto, con cui ha vinto la Serie D (con 19 gol in 33 presenze) e ha poi giocato fino al 1962 in Serie C. Nella stagione 1962-1963 è passato in Serie B al Bari, che dopo non averlo mai utilizzato in partite ufficiali a stagione in corso l'ha ceduto al Rosignano Solvay, con cui Zecchini ha realizzato 6 reti in 17 presenze nel campionato di Serie C. Nel 1964 è tornato al Grosseto dove ha giocato fra Serie C e Serie D fino al 1972, per un totale di 273 presenze e 107 gol in campionato (115 totali) con la squadra biancorossa, di cui detiene il record di presenze ed è il secondo miglior marcatore di tutti i tempi dietro a Fabrizio Bartolini. È stato uno dei primi calciatori del Grosseto a vestire la maglia della nazionale di Serie C.
Nel 1972 si è trasferito al Piombino, ed in seguito ha chiuso la carriera nelle serie minori con le maglie di Follonica e Castiglionese.
Dopo il ritiro è rimasto a vivere a Grosseto, dove è stato proprietario di un'edicola nel quartiere Gorarella.
È morto il 20 agosto 2003 a causa di un tumore, ed è sepolto nel cimitero di Sterpeto.

## Palmarès

### Club

#### Competizioni nazionali
- Serie D: 1

Grosseto: 1960-1961 (girone D)